# История Калифорнии
Территория, на которой расположен современный американский штат Калифорния, имеет древнюю историю.

## До контактов с европейцами
В период до контактов с европейцами на территории современного штата Калифорния проживало свыше 100 различных индейских племён. Они были охотниками и собирателями, а также занимались подсечно-огневым земледелием.

## Европейские исследователи
Первый испанский исследователь Хименес, открывшие в 1533 году полуостров Калифорния, приняли его за остров и дали ему название «Калифорния» в честь вымышленного острова. В дальнейшем картографы распространили это название и на лежащие севернее земли тихоокеанского побережья Северной Америки. Мифы о лежащих там богатых городах, а также стремление найти Северо-Западный проход, послужили стимулом к исследованию земель, лежащих севернее полуострова.
В 1542 году Жуан Родригеш Кабрилью (португалец на испанской службе) достиг залива Сан-Диего и установил контакт с индейцами племени чумаши. Так как экспедиция не нашла ни Северо-Западного прохода, ни развитой цивилизации, ни каких-либо богатств, то интерес к этим землям надолго снизился.
С 1565 года испанцы стали развивать транстихоокеанскую торговлю с Китаем. При обратном пути Манильские галеоны шли на север, чтобы поймать западный пассат, и прибывали в Америку к побережью Калифорнии, после чего следовали на юг до Новой Испании. В 1579 году два испанских торговых судна в районе Калифорнии перехватил английский корсар Фрэнсис Дрейк, который также отремонтировал свой корабль «Золотая лань» в неустановленном месте на калифорнийском побережье.
В 1602 году испанский мореплаватель Себастьян Вискаино обследовал калифорнийское побережье вплоть до залива Монтерей. Высадившись в районе современного Монтерея, он составил описание тамошних земель, якорных стоянок, и карту прибрежных вод.

## Испанская колонизация (1697—1821)
В 1697 году испанский иезуит Хуан Мария де Сальватьерра основал первую  миссию на Калифорнийском полуострове. Затем постепенно стали основываться другие миссии, миссионеры начали крестить индейцев. Испанское правительство поддерживало эти усилия и размещало там военные гарнизоны, но гражданская власть оставалась в руках иезуитов вплоть до роспуска ордена иезуитов в 1768 году. После этого земли Калифорний стали частью Генерал-комендантства Внутренних Провинций.
В мае 1768 года генеральный инспектор Хосе де Гальвес спланировал состоящую из нескольких сухопутных и морских групп комплексную экспедицию для исследования северной части Калифорний; одной из сухопутных групп командовал Гаспар де Портола. 14 мая 1769 года экспедиция Портолы основала форт на месте нынешнего Сан-Диего, который стал базой для испанской колонизации этих земель. В 1774-1776 годах Хуан Баутиста де Анса осуществил несколько экспедиций, исследуя территорию современной Калифорнии, и основал форт на месте нынешнего Сан-Франциско. В связи с ростом испанского населения в северной части Калифорний, в 1804 году Калифорнии были разделены на Верхнюю (Alta) и Нижнюю (Baja) Калифорнии.
В 1812 году русскими колонистами была основана крепость Росс.

## В составе Мексики (1822—1846)
В связи с низкой плотностью населения, после образования в 1821 году независимой Мексики Верхняя Калифорния стала территорией, а не штатом. В 1827 году был принят закон об изгнании из Мексики лиц, рождённых в Испании, что особенно сильно сказалось на представителях духовенства, живших в миссиях на территории Калифорний; после этого мексиканское правительство национализировало и продало часть миссий. В 1833 году в Мексике был принят закон о секуляризации, после чего оставшиеся миссии также перешли государству.
Ещё до обретения Мексикой независимости в Верхней Калифорнии было выделено 30 земельных грантов (которые получали в основном родственники и друзья губернаторов). В 1824 году в Мексике был принят Колониальный закон, позволивший получать землю в Калифорниях, а в 1828 году правила получения земель были собраны в единый кодекс. Слом монополии францисканцев на владение землёй и облегчение её приобретения проложили путь в Калифорнии для переселенцев.
Предполагалось, что после секуляризации миссий их земли и скот перейдут индейцам, однако на практике практически всё имущество миссий перешло 445 ранчо, которые за бесценок получали опять же друзья и родственники губернаторов.
В 1836 году группа переселенцев из Европы и США, возглавляемая Айзеком Грэхэмом, помогла Хуану Баутисте Альварадо свергнуть временного губернатора Николаса Гутьерреса. В 1840 году Грэхэм был обвинён в попытке устроить революцию, подобную Техасской, после чего начались аресты переселенцев, часть которых в результате погибла. «Дело Грэхэма» привело к вмешательству Великобритании и США, после чего мексиканские власти были вынуждены отпустить Грэхэма.
В 1841 году политические лидеры США провозгласили доктрину «Явного предначертания». Это встревожило мексиканские власти, и в январе 1842 года в Верхнюю Калифорнию был отправлен бригадный генерал Мануэль Мичельторена с 300 солдатами, однако ещё до его прибытия командующий американской Тихоокеанской эскадрой Томас ап Кайтсбай Джоунс, ошибочно решив, что началась война с Мексикой, вошёл в залив Монтеррей и потребовал капитуляции форта Монтеррей. Не имея возможности оказать сопротивления, губернатор Альварадо сдал форт и удалился на ранчо Эль-Алисаль. На следующий день Джоунс узнал о своей ошибке, однако Альварадо отказался возвращаться, и потребовал, чтобы Джоунс вёл дела с Мичельтореной.
В ноябре 1844 года ряд местных жителей, возглавляемые Мануэлем Кастро, восстали против Мичельторрены. В феврале 1845 года Мичельторрена проиграл сражение при Провиденсии на реке Лос-Анджелес, и был вынужден со своими войсками оставить Калифорнию. Новым губернатором Верхней Калифорнии стал Пио Пико, а командующим войсками — Хосе Кастро.

## Аннексия Верхней Калифорнии Соединёнными Штатами (1846—1847)
В связи с усиливавшейся напряжённостью в отношениях между Мексикой и США, Соединённые Штаты в 1845 году усилили свою Тихоокеанскую эскадру (в то время кораблям из Атлантики приходилось для этого огибать Южную Америку, путь занимал около 200 дней). В связи с отсутствием в то время у США портов на Западном побережье, воду и провизию кораблям приходилось получать на Гавайских островах. Командующим Тихоокеанской эскадрой был назначен Джон Слоат.
В декабре 1845 года Сьерра-Неваду пересёк отряд Топографической службы Армии США под командованием капитана Джона Фримонта. К маю 1846 года они достигли Орегонской земли, где получили известия о том, что вот-вот начнётся война между Мексикой и США. К этому моменту испаноговорящее население Верхней Калифорнии проживало в основном в её южной части (около 1500 мужчин и около 6500 женщин и детей), а переселенцы из США и Европы — в северной (порядка 800 человек, в основном мужчины).
13 мая 1846 года США объявили войну Мексике. 14 июня 1846 года, не зная о том, что объявлена война, американские поселенцы захватили Соному и арестовали именитых горожан; была провозглашена Республика Калифорния (англ. California Republic). 11 дней спустя в Соному прибыл отряд под командованием Фримонта.
Получив известия о начале войны и о событиях в Сономе, Слоат приказал находившимся под его командованием военно-морским силам начать оккупацию портов Тихоокеанского побережья. 7 июля флаг США был поднят над столицей Верхней Калифорнии — Монтерреем. 9 июля морская пехота США оккупировала Йерба-Буэна, 11 июля — Сан-Хосе. 15 июля верховное командование на Тихоокеанском театре военных действий перешло от Слоата к коммодору Роберту Стоктону; под его командованием оказались также отряд Фримонта, и сформированный Фримонтом из американских поселенцев «Калифорнийский батальон». 13 августа Стоктон занял Лос-Анджелес, однако оставил там слишком маленький гарнизон (36 человек), и 29 сентября испаноговорящие калифорнийцы под руководством Хосе Марии Флореса изгнали американцев. Войскам США удалось вновь взять Лос-Анджелес лишь в январе 1847 года. 13 января 1847 года была подписана «Капитуляция в Кауэнге», завершившая боевые действия в Верхней Калифорнии. 2 февраля 1848 года был подписан договор Гвадалупе-Идальго, в соответствии с которым Верхняя Калифорния перешла от Мексики к США.

## Калифорния становится штатом (1848—1850)
После оккупации американскими войсками Верхняя Калифорния стала управляться военными губернаторами, и эта практика продолжилась и после подписания мирного договора, хотя она не устраивала прежде всего саму армию, вынужденную выполнять несвойственные ей функции гражданского администрирования. Начавшаяся практически одновременно с окончанием войны Калифорнийская золотая лихорадка вызвала резкий рост населения, и президент Джеймс Полк в 1848 и 1849 году пытался предоставить Калифорнии статус «территории», позволяющий сформировать структуры гражданского управления, однако Конгресс так и не смог принять соответствующий закон, ибо стал ареной противоборства между представителями рабовладельческих и свободных штатов.
13 апреля 1849 года военным губернатором Верхней Калифорнии стал Беннет Райли. Это был самый пик Золотой лихорадки. Обнаружив, что незначительные силы, имеющиеся в его распоряжении неспособны ни предотвратить убийства местных жителей, ни хотя бы поддерживать порядок в городках старателей, а Конгресс в очередной раз отказал в предоставлении Калифорнии статуса «территории», Райли решил самостоятельно организовать местную гражданскую власть. 3 июня 1849 года он издал прокламацию о созыве Конституционного Конвента, который собрался в Монтеррее 1 августа 1849 года. 48 делегатов Конвента представляли в основном тех, кто проживал здесь ещё до 1846 года (никаких переписей населения не проводилось, и многочисленных старателей, хлынувших на эти земли в поисках золота, не представлял вообще никто), а 8 из них, являясь испаноговорящими, были вынуждены пользоваться услугами переводчиков. После 43-дневных дебатов Конвент написал Конституцию, которая была принята 13 ноября 1849 года. Столицей Калифорнии стал Сан-Хосе, было учреждено временное правительство, введены округа и начала формироваться гражданская администрация. Однако в состав США Калифорнии удалось войти (минуя статус «территории») лишь 10 месяцев спустя, когда Конгресс США, наконец, принял Компромисс 1850 года, регулирующий противоречия между рабовладельческими и свободными штатами (Конституция Калифорнии запрещала рабство).

## Калифорния в составе США
Первым городом в новом штате стал Сан-Хосе, получивший этот статус 27 марта 1850 года. Он был объявлен столицей штата, именно здесь прошли первая и вторая сессии Законодательного собрания Калифорнии. Однако власти были недовольны размещением, и сенатор Мариано Гвадалупе Вальехо предложил выстроить новую столицу штата на земле, подаренной им штату. В 1851 году столица Калифорнии была официально перенесена в Вальехо.
В 1852 году Законодательное собрание Калифорнии впервые собралось в Вальехо, однако оказалось, что правительственное здание ещё не готово, и сессию перенесли в Сакраменто. В 1853 году Законодательное собрание вновь собралось в Вальехо — на этот раз лишь затем, чтобы официально объявить о переносе столицы штата в Бенишу, что произошло 4 февраля 1853 года. Однако и Бениша не устроила власти: из-за плохого климата, неудовлетворительных жилищных условий и небезопасной обстановки было решено с 25 февраля 1854 года перенести столицу штата в Сакраменто.
Из-за удалённости от основных театров военных действий Калифорния не сыграла особой роли во время Гражданской войны. Сторонников конфедератов в штате было немного, и штат остался в составе США, отправляя волонтёров для борьбы с индейцами вместо регулярных войск, ушедших на фронт.
В 1860-х годах была построена Первая трансконтинентальная железная дорога США, которая мгновенно изменила демографию и экономику Американского Запада. С востока страны на освоение новых территорий потянулись англосаксонские мигранты, потеснившие автохтонных индейцев и испаноязычных креолов в Калифорнии. Одновременно с этим, Калифорния стала местом, куда прибывало много переселенцев из Китая, изначально привлекавшихся для железнодорожного строительства. К 1880-м годам китайцы уже составляли до 10 % населения штата, что вызвало сильные ксенофобские настроения. В 1879 году был вновь созван Конституционный Конвент, который разработал новую Конституцию Калифорнии. П.4 статьи XIX новой Конституции запрещал компаниям нанимать китайских рабочих, и требовал от местных властей изгнания китайцев или по крайней мере ограничения мест для их проживания. С подачи представителей Калифорнии Конгресс США принял в 1882 году Акт об исключении китайцев.
Со второй половины XIX века в Калифорнии стали добывать нефть. В 1879 году была создана «Pacific Coast Oil Company». В 1900 году она была приобретена компанией «Standard Oil», но продолжала действовать независимо.

## XX век
В 1906 году мощное землетрясение уничтожило три четверти Сан-Франциско; пострадали и окрестные города. В том же году «Pacific Coast Oil Company» была переименована в «Standard Oil Company (California)».
В 1911 году правительство США потребовало разделения компании «Standard Oil», и «Standard Oil Company (California)» стала одной из «Семи сестёр»; ныне она известна как компания «Chevron».
В 1911 году в лос-анджелесском пригороде Голливуд была основана первая киностудия. За первую половину XX века Голливуд стал одним из главных центров киноиндустрии США.
С 1910—1920-х годов Калифорния становится одним из центров авиастроения в США. Именно здесь были основаны такие корпорации, как «Douglas Aircraft» и «Lockheed Corporation».
Ещё после аннексии Калифорнии была создана военно-морская база Mare Island NSY. В 1920-х годах началось строительство военно-морской базы Сан-Диего, ставшей крупнейшей военно-морской базой США на Тихоокеанском побережье.
В 1955 году в Калифорнии был открыт знаменитый на весь мир парк развлечений «Диснейленд».
Во второй половине XX века в Калифорнии стал активно развиваться высокотехнологичный бизнес. Место сосредоточения большого количества высокотехнологичных компаний стало известно как «Кремниевая долина».